# Lucy Bronze
Lucia Roberta Tough Bronze (Berwick-upon-Tweed, 28 de outubro de 1991), conhecida como Lucy Bronze, é uma futebolista inglesa que atua como lateral. Atualmente defende o Chelsea.

## Vida pessoal
Aos 30 anos, Lucy foi diagnosticada com autismo e TDAH, a atleta chegou a declarar que ser autista a ajudou em campo.

## Títulos
North Carolina Tar Heels
- Campeonato de Futebol Feminino da NCAA: 2009[2]
- Torneio Feminino da ACC: 2009

Sunderland
- FA Women's Premier League Northern Division: 2008–09[3]

Liverpool
- FA Women's Super League: 2013, 2014

Manchester City
- FA Women's Super League: 2016
- FA Women's Super League Cup: 2016, 2021–22
- FA Women's Cup: 2016–17, 2019–20

Lyon
- Liga dos Campeões Feminina da UEFA: 2017–18, 2018–19, 2019–20
- Campeonato Francês Feminino: 2017–18, 2018–19, 2019–20
- Copa da França Feminino: 2019, 2020
- Troféu dos Campeões Feminino: 2019

Barcelona
- Campeonato Espanhol Feminino: 2022–23, 2023–24
- Liga dos Campeões Feminina da UEFA: 2022–23, 2023–24
- Copa de la Reina: 2023–24
- Supercopa da Espanha Feminino: 2022–23, 2023–24

Seleção Inglesa
- Campeonato Europeu Sub-19: 2009[5]
- Campeonato Europeu Feminino: 2022[6]
- SheBelieves Cup: 2019[7]
- Copa Arnold Clark: 2022[8]

### Prêmios Individuais
- Jogadora do Ano da PFA: 2013–14,[9] 2016–17[10]
- Seleção da Copa do Mundo FIFA Feminino: 2015,[11] 2019
- Jogadora do Ano da Inglaterra: 2015,[12] 2019[13]
- Jogadora do Ano da FA Women's Super League: 2016[14]
- FIFPro World XI: 2017,[15] 2019,[16] 2020,[17] 2021[18],2022, 2023, 2024
- Futebolista Feminina do Ano da (BBC): 2018,[19] 2020[20]
- Bola de Prata da Copa do Mundo FIFA de Futebol Feminino: 2019[21]
- Jogadora do Ano da UEFA: 2018–19[22]
- Equipe Mundial Feminina da IFFHS: 2017,[23] 2018,[24] 2019,[25] 2020[26]
- Melhor Jogadora do Ano (Globe Soccer Awards): 2019[27]
- The Best FIFA: 2020[28][29]
- Equipe feminina da década da IFFHS: 2011–2020[30]
- Seleção Europeia Feminina da Década da IFFHS: 2011–2020[31]
- Seleção do Ano da FIFA: 2024[32]